# Gédéon Mpando
Gédéon Mpando est un artiste plasticien, sculpteur et constructeur de monuments camerounais né le 5 mai 1932 à Yabassi et mort le 8 mai 2013 à Yaoundé.

## Biographie

### Enfance et début
Gédéon Mpando est né le 5 mai 1932 à Yabassi.
En 1969, il fait des études d'Arts plastiques et de Sculpture à l'Université des Beaux-arts de Paris.

### Carrière
Gédéon Mpando retourne en 1973 au Cameroun où il se voit confier la réalisation du monument de la réunification avec Armand Salomon, architecte français et Mgr Engelbert Mveng.
Il devient membre du Comité national olympique et sportif du Cameroun (CNOSC).

### Expositions
- Abidjan,  Antanarivo, Chicago, Helsinki, Moscou, Paris, Pékin.

## Œuvres

### À Yaoundé
- Monument de la Reunification
- Statue de la mère et de l’enfant à l’immeuble siège de la Caisse nationale de prévoyance sociale.
- Statue du couple portant un bébé à la Communauté urbaine.
- Statue des chevaux du bassin du Palais de l’Unité.
- Statue du forgeron symbolisant le travailleur ministère du Travail et de la Sécurité sociale.
- Statues de la jeune fille à la Beac
- Décoration de l'Université catholique d'Afrique centrale

### À Douala et Ngaoundéré
- Décoration de la gare des chemins de fer

### À l'étranger
- Joueur de Mvet sculpté par Gédéon offert par la République du Cameroun à l’Onu
- Sculpture à Direction nationale de la Beac à N'djamena

## Décorations
- Commandeur de l'ordre de la Valeur